# Monmouth (Royaume-Uni)
Pour les articles homonymes, voir Monmouth.
Monmouth (/ˈmɒn.məθ/ ; en gallois : Trefynwy) est le chef-lieu du comté du Monmouthshire au pays de Galles. Elle se trouve au confluent des rivières Wye et Monnow à 3,2 km de la frontière anglaise. La ville se trouve à 58 km au nord-est de Cardiff et à 204 km à l'ouest de Londres. Selon le recensement de 2011, Monmouth compte 10 508 habitants.

## Étymologie

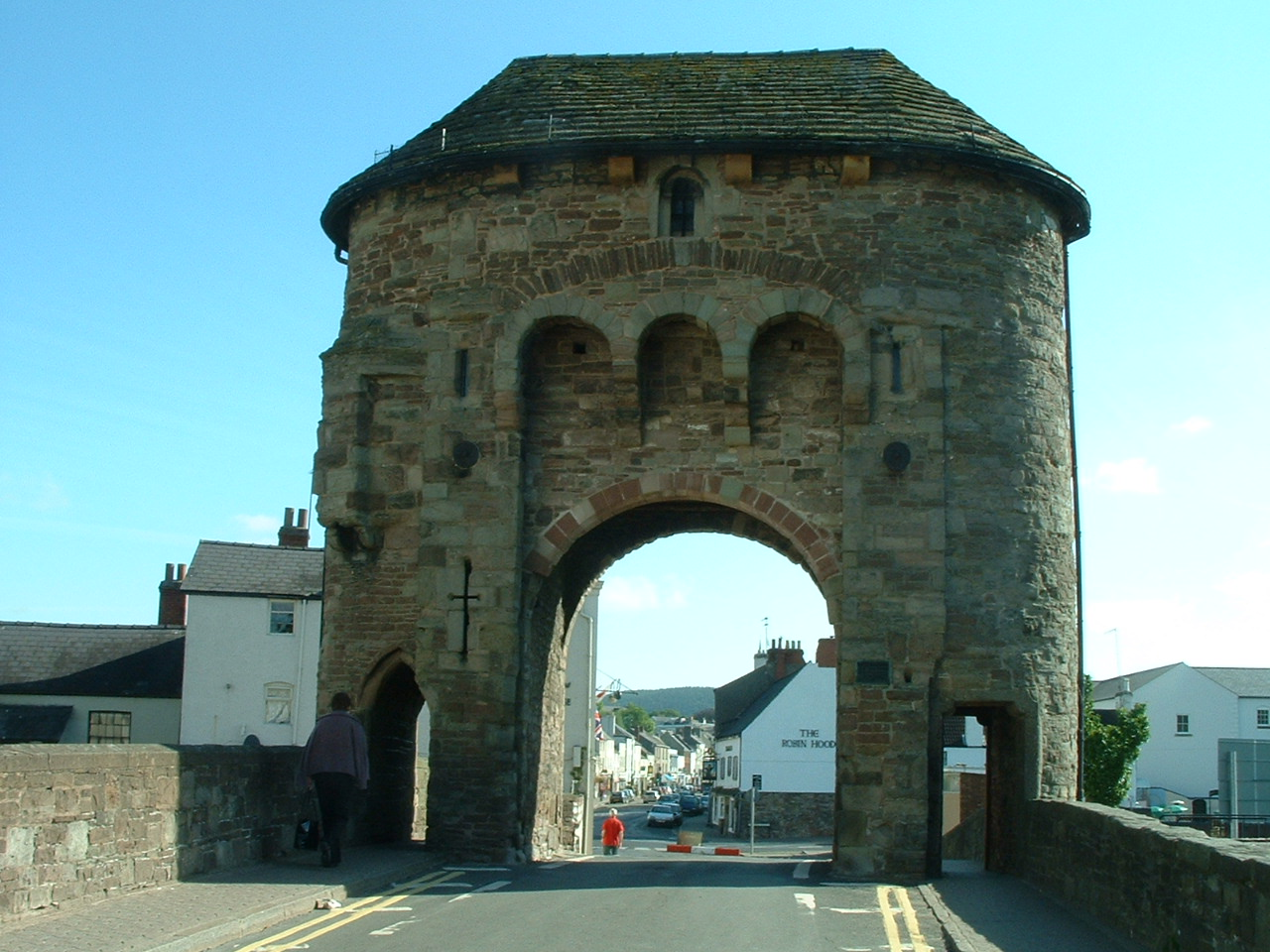
Porte du pont Monnow, pont fortifié sur le Monnow.

Le mot Monmouth est une contraction anglaise de Monnow-mouth (littéralement « bouche du Monnow »). Le nom gallois de cette rivière, Mynwy, qui a pu vouloir dire « à fort débit », fut anglicisé en Monnow. La ville a été à l'origine connue sous le nom gallois de Abermynwy (« bouche du Monnow »), nom qui fut remplacé par Trefynwy (« ville de Monnow ») au XVIIe siècle.

## Géographie

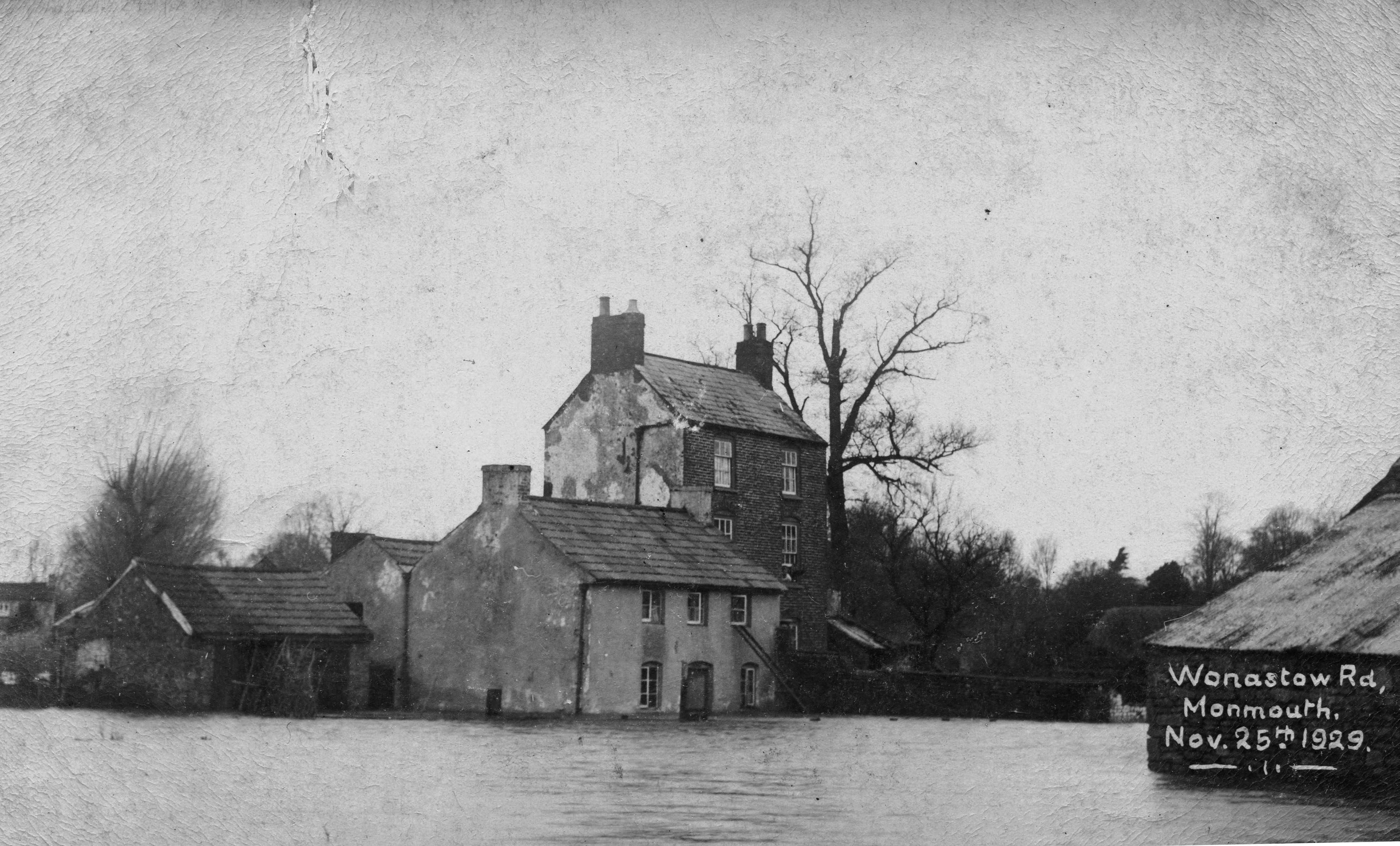
Inondations à Monmouth, Wonastow Road, 1929.

Monmouth se trouve sur une zone géologique appelée old red sandstone (littéralement « vieux grès rose ») et datant du Dévonien. Elle se trouve à l'endroit où la rivière Wye rencontre son affluent le Monnow. La ville est également juste au nord de l'endroit où la rivière Trothy se jette dans le Wye. Juste au sud, le Wye rejoint sa gorge qui est incisée dans du grès et en particulier du calcaire carbonifère.
La ville est entourée au nord, est et sud de collines boisées, incluant Buckholt Wood (230 m), Kymin Hill (260 m) et The Graig (258 m). Le terrain à l'ouest de la ville est beaucoup plus ondulé. Le centre-ville est situé sur une éminence basse entre les terrains inondables du Wye et du Monnow et a souvent souffert de graves inondations.
D'un point de vue climatique, la station météorologique de la ville voisine de Ross-on-Wye indique que les moyennes de température maximale le jour varient entre 7.3 °C en janvier et 22.0 °C en juillet avec 1504 heures de soleil par an et une moyenne annuelle de précipitations de 706 millimètres.

## Histoire
Les premières traces d'installation trouvée sur le site furent celles des Romains qui y bâtirent un fort appelé Blestium. Elle devint un village lorsque les Normands y construisirent un château après 1067. Le pont Monnow est le dernier pont médiéval de ce type en Grande-Bretagne. Le château devint par la suite la propriété de la Maison de Lancastre et le roi Henri V d'Angleterre y naquît en 1387. C'est en 1536 que Monmouth devint le chef-lieu du comté du Monmouthshire.
Se trouvant au centre de la Wye Valley, le bourg de Monmouth devint par la suite un important lieu touristique.

## Collaboration avec Wikipédia

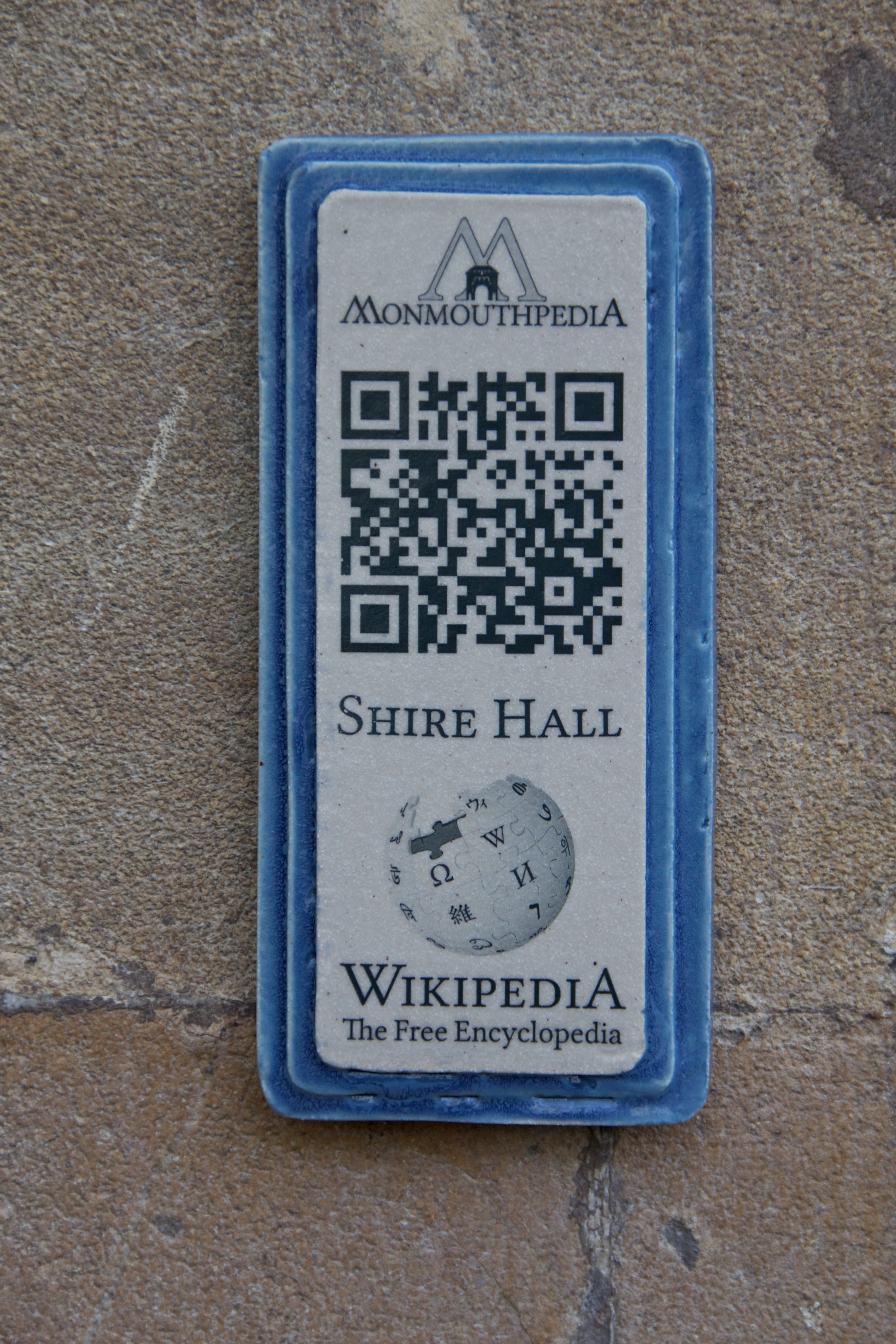
Plaque de céramique avec Code QR, ici permettant aux touristes ou autres usagers d'accéder directement à la page Wikipédia présentant le Shire Hall de Monmouth (chef-lieu du comté du Monmouthshire au Pays de Galles), en complément des guides touristiques existants.

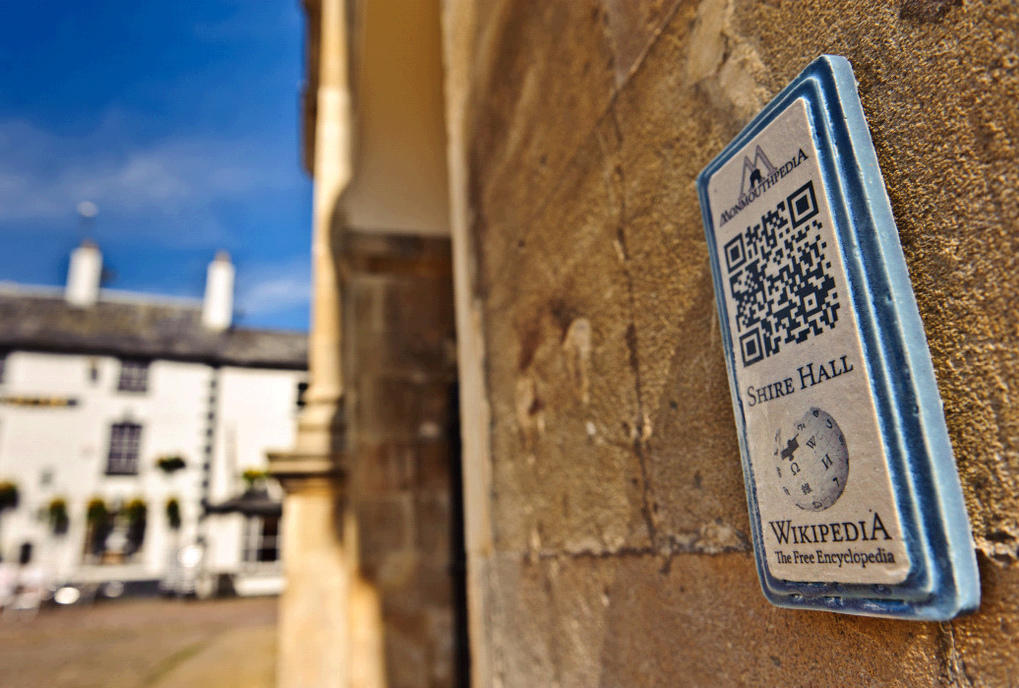
Plus de 1000 plaques QRpedia sont réparties dans le village, sur les murs, vitres, vitrines ou certains objets, à l'extérieur ou à l'intérieur des bâtiments.

Monmouthpedia est un projet associant Monmouth et Wikipédia dans la mise en place d'un système d'information sur le village (lieux, monuments…). Le projet vise à permettre aux habitants et aux visiteurs de scanner les plus de 1 000 codes QR (en 2012) répartis dans le village, de manière à leur donner un accès direct et facile au contenu de Wikipédia en lien avec le lieu visité ou observé.
Le projet Monmouthpedia utilise des QRpédia. Ces derniers permettent aux visiteurs et habitants de lire les codes QR qui leur donnent un accès direct à l'article de Wikipédia correspondant dans leur propre langue. Chaque utilisateur a ainsi un accès direct aux articles Wikipédia dans sa propre langue (en fonction de la langue configurée par défaut sur son smartphone). Les non-voyants peuvent écouter une lecture de l'article. Des Wikipédiens bénévoles ont commencé à contribuer à près de 500 nouveaux articles (en plus de 25 langues), ainsi qu'à y associer des photos et vidéos sur des sujets connexes (tels que le mouvement historique chartiste). Le projet s'appuie sur de nombreux partenaires, avec outre les contributeurs de Wikipédia, 200 entreprises, plusieurs universités, écoles et groupes communautaires de la région.
Monmouth a ainsi pu se déclarer « première ville Wikipédia au monde ». Gibraltar étant en lice pour devenir la seconde Commune-Wikipédia, en suivant les conseils de Monmouth.

### Historique
L'idée de Monmouthpedia a commencé lors d'une conférence TEDx à Bristol. John Cummings, un Wikipédien occasionnel, suggère que le Chapitre Royaume-Uni teste l'utilisation de codes QR pour « toute une ville ». Ce défi lancé par Cummings a intéressé l'association Wikimedia du Royaume-Uni, qui décide de soutenir cette idée. Cummings a ensuite déménagé dans sa ville natale de Monmouth, où il a réuni un groupe ad hoc de supporters de ce projet, dont le Conseil local de Comté.
Le projet a été préparé durant six mois. La municipalité a notamment pris l'engagement d'installer un logiciel gratuit et l'accès Wi-fi à l'échelle du village (le premier en son genre au pays de Galles[réf. nécessaire]).

## Lieux et monuments
- Commanderie de Garway
- Temple maçonnique de Monmouth

## Personnalités
- Geoffroy de Monmouth
- Henri V
- Charles Rolls

## Jumelages
- Carbonne (France)
- Waldbronn (Allemagne)